# SNC (радио)
SNC — одна из первых независимых радиостанций в СССР, существовавшая в 1991-92 годах, вещавшая изначально в Москве, позже и в Санкт-Петербурге на средних волнах. Радиостанция была первой полностью российской, некоммерческой, в эфире отсутствовала реклама, эфиры посвящались музыке в стилях рок и русский рок.

## История
Радиостанция была создана центром Стаса Намина (SNC), который был её единственным учредителем, и содержалась за его счёт. Она начала вещание 4 января 1991 года в диапазоне средних волн на частоте 1116 кГц, однако через месяц получила вместо нее другую частоту — 1260 кГц (238,1 метр) и работала на ней вплоть до прекращения вещания 30 сентября 1992 года. Передачи шли живым эфиром.
Также радиостанция ретранслировалась в Санкт-Петербурге и прилегающих регионах. Основное направление вещания — рок-музыка. Работала 22 часа в сутки с техническим перерывом с пяти до семи часов утра. Днём выходила в эфир «русская служба», с отечественным роком, а вечером и ночью шли блоки рока зарубежного. Утром в эфир шли повторы вечерних передач. В гостях у радио побывали многие известные отечественные музыканты. С середины 1991 года транслировались эфиры русской службы BBC. Одним из популярных слоганов был: «SNC круче, чем Би-би-си». Во время путча 19 августа 1991 года вещание было приостановлено ГКЧП.
В сентябре 1992 года совет директоров SNC решил, что AM-вещание в диапазоне средних волн не обеспечивает нужного качества, попытавшись перейти в диапазон УКВ, однако государство не выделило частоту, в связи с чем радиостанция была закрыта.
Идейным продолжателем SNC стала радиостанция «Ракурс», на которую перешло большинство ведущих и техников радиостанции SNC. В межвременье (после SNC и до «Ракурса») многие из них работали на радиостанциях «Рокс» и «Вокс». Радиостанция вещала в 1994—1997 годах.

## Ведущие и программы
- Сергей Галямин
- Евдокимов Андрей Витальевич «Весь этот блюз»
- Роберт Редникин (звукооператор групп «Ва-Банкъ», «Тайм-Аут» и мн. др.)
- Юрий Спиридонов (рок-бард и один из основателей вандало-банды «Бахыт-Компот»)
- Настя Рахлина (вдова Александра Башлачёва)
- Кирилл Немоляев («Бони НЕМ») и Николай Семашко с программами «Нержавейка», «Отзовитесь, гарниры!», «Забытые имена»
- Андрей Горохов («Адо») с программой «Охота»
- Константин Кинчев («Алиса») с программой «Армия Алиса»
- Сергей «Паук» Троицкий («Коррозия Металла») с программой «Железный Марш»
- Павел Молчанов и Александр Минаев («Тайм-Аут») с программой «Здрасьтенафиг! Квачи прилетели!» (в 1992 году программа была выдвинута на соискание премии «Золотой Остап» в номинации «Самая смешная радиопередача»)
- Александр Липницкий с программой «Концерты на Каретном»
- Вис Виталис с программой «Отдавшим сердце рок-н-роллу»
- Эркин Тузмухамедов (директор группы «Тайм-Аут») вёл программы о музыке кантри и о творчестве The Beatles: «Агропром» и «Beatles и сейчас живее всех живых»
- Антон Курепов (актёр кино, снимавшийся в фильмах («Мышеловка») и «Гроза над Русью») вёл программу «Альбомчик»

Свою программу «Сдвиг» на волнах SNC имела Московская рок-лаборатория.

## Фан клуб
В 1992 году в газете «Куранты» был постоянный раздел «Хит-парад SNC». У радио был и свой фан-клуб, издававший два самиздатовских журнала: «Гозета» и «СВ 238 м».

## Культурные отсылки
В 2011 году отрывок из эфира SNC с джинглом радиостанции был использован в сериале «Брат и сестра». Студия-производитель — Продюсерский центр «Всё хорошо».
В конце 2023 года В московском издательстве «Пробел» вышла книга «Весь этот блюз», посвящённая памяти музыкального журналиста Андрея Евдокимова, который работал на этой радиостанции главным редактором. В ней отдельный раздел посвящён радиостанции SNC, письмам радиослушателей.